# Sessions 2000
Sessions 2000 è il tredicesimo album in studio del musicista francese Jean-Michel Jarre, pubblicato nel 2002. Secondo talune voci, smentite dai diretti interessati, l'album sarebbe stato creato per potersi liberare dal contratto che lo legava con la Sony Music e perciò non è nato con una mentalità commerciale.

## Il disco
Lo stile è caratterizzato da assonanze tipicamente Jazz mixate ad atmosfere Ambient e Chillout, che sfociano in un genere definibile Electro-Jazz. Le registrazioni dell'album sono state fatte tramite Jam Sessionsn e i titoli dei brani corrispondono ai giorni in cui queste sono state fatte. Nelle registrazioni sono stati utilizzati molti sintetizzatori moderni, tra i quali i più noti sono Korg Triton e Roland XP-80.

## Tracce
1. January 24 – 5:57
2. March 23 – 8:02
3. May 1 – 4:49
4. June 21 – 6:18
5. September 14 – 9:30
6. December 17 – 8:11